# Coupe du monde de beach soccer 2009
Navigation
2008 2011
La Coupe du monde de beach soccer FIFA 2009 a lieu à Dubaï, Émirats arabes unis. La compétition s'est déroulée du 16 au 22 novembre 2009. Elle est remportée par l'équipe du Brésil.

## Qualifications

### Afrique
Les qualifications ont eu lieu à Durban (Afrique du Sud) du 1er au 5 juillet. Neuf équipes ont participé. Le Nigéria et la Côte d'Ivoire se sont qualifiés.

### Amérique du Sud
Pour la troisième année consécutive, le Brésil, l'Uruguay et l'Argentine représenteront le continent en phase finale.

### Amérique du Nord, Amérique Centrale et Caraïbes (CONCACAF)
6 équipes de l'Amérique du Nord, de l'Amérique Centrale et des Caraïbes sont engagées.
Participants
Zone Amérique du Nord:
- Canada

- Mexique

- États-Unis

Zone Amérique Centrale:
- Costa Rica

- Salvador

Zone des Caraïbes : 
- Bahamas

### Europe
26 équipes de toute l'Europe étaient engagées.
Listes des qualifiés :
- Portugal

- Italie

- Espagne

- Russie

- Suisse

### Océanie
Tahiti a accueilli le tournoi de qualification organisé en juillet. Les Îles Salomon se sont qualifiés et représenteront le continent.

### Pays hôte
Les Émirats arabes unis sont qualifiés directement en tant que pays hôte.

## Équipes qualifiées pour la phase finale
| Afrique (CAF) - Nigeria - Côte d'Ivoire Asie (AFC) - Émirats arabes unis - Japon - Bahreïn Océanie (OFC) - Salomon Amérique du Nord, Amérique Centrale et Caraïbes (CONCACAF) - Costa Rica - Salvador | Amérique du Sud (CONMEBOL) - Argentine - Brésil , champion en titre - Uruguay Europe (UEFA) - Espagne - Italie - Portugal - Suisse - Russie |

## Phase de groupes

### Règlement
- 16 équipes réparties dans 4 groupes composés chacun de 4 équipes se disputeront les deux premières places qualificatives pour les quarts de finale.

- La rencontre se déroule en 3 périodes de 12 minutes chacune.

- Une victoire dans le temps réglementaire vaut trois points, une victoire en prolongation ou aux tirs au but vaut deux points et toute défaite vaut zéro point. En cas de résultat nul à l'issue du temps réglementaire, les deux équipes prennent part à une prolongation de 3 minutes, puis si elles ne se sont toujours pas départagées à une séance de tirs au but.

- Un carton rouge est synonyme d'exclusion pendant 2 minutes, puis de non-participation pour match suivant.

- Les critères suivants départagent les équipes en cas d'égalité :

1. le plus grand nombre de points obtenus dans les matches de groupe entre les équipes à égalité ;
2. la différence de buts particulière dans les matches de groupe entre les équipes à égalité ;
3. le plus grand nombre de buts marqués dans les matches de groupe entre les équipes à égalité ;
4. la différence de buts dans tous les matches du groupe ;
5. le plus grand nombre de buts marqués dans tous les matches du groupe ;
6. classement du fair-play
7. tirage au sort par la commission d’organisation de la FIFA[1].

### Groupe A
| Rang | Équipe              | Pts | J | G | Gt | P | Bp | Bc | Diff |
| ---- | ------------------- | --- | - | - | -- | - | -- | -- | ---- |
| 1    | Uruguay             | 6   | 3 | 2 | 0  | 1 | 12 | 8  | +4   |
| 2    | Portugal            | 6   | 3 | 2 | 0  | 1 | 14 | 8  | +6   |
| 3    | Émirats arabes unis | 3   | 3 | 1 | 0  | 2 | 12 | 12 | 0    |
| 4    | Salomon             | 3   | 3 | 1 | 0  | 2 | 9  | 19 | -10  |

     Équipe qualifiée ou victorieuse; Pts = points; J = joués; G = gagnés; Gt = gagnés en prolongation ou aux tirs au but; P = perdus;

Bp = buts pour; Bc = buts contre; Diff = différence de buts
| 16 novembre 2009 | Uruguay                                                           | 6 – 7 | Salomon                                                                                                | Plage de Jumeirah (Terrain 2), Dubaï       |                                            |
| 13:30 UTC+4      | Ricar 3e (pen.), 32e · Martin 10e, 29e · Pampero 29e · Fabian 31e |       | Hale 3e · Laua 6e, 15e, 15e · Hosea 8e · Naka 9e · Makaa 9e · Taeman 10e · Wale 11e · Omokirio 22e 31e | Spectateurs : 150 Arbitrage : Fabio Polito | Spectateurs : 150 Arbitrage : Fabio Polito |
| 13:30 UTC+4      | Rapport                                                           |       | | Spectateurs : 150 Arbitrage : Fabio Polito | Spectateurs : 150 Arbitrage : Fabio Polito |

| 16 novembre 2009 | Émirats arabes unis                                                                                 | 5 – 7 | Portugal                                                                                                  | Plage de Jumeirah, Dubaï                     |                                              |
| 19:30 UTC+4      | Al Mesaabi 1re · Sadeqi 6e 23e · Alabadla 8e 29e · K. Albalooshi 25e (pen.) 31e · I. Albalooshi 28e |       | Zé Maria 20e 25e · Belchior 24e (pen.) 28e · Madjer 27e, 31e, 33e · Alan 27e · Bilro 28e · Bruno Novo 31e | Spectateurs : 5 000 Arbitrage : Serdar Akçer | Spectateurs : 5 000 Arbitrage : Serdar Akçer |
| 19:30 UTC+4      | Rapport                                                                                             |       | | Spectateurs : 5 000 Arbitrage : Serdar Akçer | Spectateurs : 5 000 Arbitrage : Serdar Akçer |

| 17 novembre 2009 | Portugal                               | 1 – 2 | Uruguay                    | Plage de Jumeirah, Dubaï                     |                                              |
| 15:00 UTC+4      | Torres 15e · Belchior 18e · Madjer 20e |       | Coco 7e, 35e · Leandro 20e | Spectateurs : 900 Arbitrage : Tasuku Onodera | Spectateurs : 900 Arbitrage : Tasuku Onodera |
| 15:00 UTC+4      | Rapport                                |       |                            | Spectateurs : 900 Arbitrage : Tasuku Onodera | Spectateurs : 900 Arbitrage : Tasuku Onodera |

| 17 novembre 2009 | Salomon                 | 1 – 7 | Émirats arabes unis                                                                                  | Plage de Jumeirah, Dubaï                        |                                                 |
| 19:30 UTC+4      | Hale 1re · Laua 24e 35e |       | K. Albalooshi 1re, 6e · I. Albalooshi 13e · Alabadla 22e · Al Mesaabi 24e · Sadeqi 30e · Ranjbar 31e | Spectateurs : 4 000 Arbitrage : Sylvain Palhies | Spectateurs : 4 000 Arbitrage : Sylvain Palhies |
| 19:30 UTC+4      | Rapport                 |       | | Spectateurs : 4 000 Arbitrage : Sylvain Palhies | Spectateurs : 4 000 Arbitrage : Sylvain Palhies |

| 18 novembre 2009 | Portugal                                                           | 6 – 1 | Salomon                | Plage de Jumeirah, Dubaï                       |                                                |
| 16:30 UTC+4      | Madjer 1re, 6e · Zé Maria 10e · Belchior 29e, 32e · Bruno Novo 36e |       | Taeman 11e · Hosea 12e | Spectateurs : 2 000 Arbitrage : Afgan Hamzayev | Spectateurs : 2 000 Arbitrage : Afgan Hamzayev |
| 16:30 UTC+4      | Rapport                                                            |       |                        | Spectateurs : 2 000 Arbitrage : Afgan Hamzayev | Spectateurs : 2 000 Arbitrage : Afgan Hamzayev |

| 18 novembre 2009 | Émirats arabes unis | 0 – 4 | Uruguay                                  | Plage de Jumeirah, Dubaï                           |                                                    |
| 19:30 UTC+4      | I. Albalooshi 24e   |       | Ricar 2e, 34e · Pampero 10e · Martin 28e | Spectateurs : 6 000 Arbitrage : Alexander Berezkin | Spectateurs : 6 000 Arbitrage : Alexander Berezkin |
| 19:30 UTC+4      | Rapport             |       |                                          | Spectateurs : 6 000 Arbitrage : Alexander Berezkin | Spectateurs : 6 000 Arbitrage : Alexander Berezkin |

### Groupe B
| Rang | Équipe        | Pts | J | G | Gt | P | Bp | Bc | Diff |
| ---- | ------------- | --- | - | - | -- | - | -- | -- | ---- |
| 1    | Japon         | 8   | 3 | 2 | 1  | 0 | 15 | 9  | +6   |
| 2    | Espagne       | 6   | 3 | 2 | 0  | 1 | 21 | 14 | +7   |
| 3    | Côte d'Ivoire | 3   | 3 | 1 | 0  | 2 | 15 | 18 | -3   |
| 4    | Salvador      | 0   | 3 | 0 | 0  | 3 | 11 | 21 | -10  |

     Équipe qualifiée ou victorieuse; Pts = points; J = joués; G = gagnés; Gt = gagnés en prolongation ou aux tirs au but; P = perdus;

Bp = buts pour; Bc = buts contre; Diff = différence de buts
| 16 novembre 2009 | Côte d'Ivoire                                                                        | 7 – 6 | Salvador | Plage de Jumeirah (Terrain 2), Dubaï          |                                               |
| 15:00 UTC+4      | Ehounou 1re 21e 26e 27e 36e · Diomandé 7e · Daniel 12e · Aka 18e 23e · Kabletchi 22e |       | Hernández 7e 29e · Ruiz 7e (pen.) · Torres 8e 22e · Velasquez 11e 11e · Lobos 13e · Alvarado 18e · Garay 22e | Spectateurs : 100 Arbitrage : István Mészáros | Spectateurs : 100 Arbitrage : István Mészáros |
| 15:00 UTC+4      | Rapport                                                                              |       | | Spectateurs : 100 Arbitrage : István Mészáros | Spectateurs : 100 Arbitrage : István Mészáros |

| 16 novembre 2009 | Espagne                                                             | 5 – 5 (a.p.)      | Japon                                              | Plage de Jumeirah, Dubaï                         |                                                  |
| 18:00 UTC+4      | Oda 7e (csc) · Juanma 18e · J. Torres 22e 37e · Nico 24e · Wayo 39e |                   | Toma 14e 32e · Tabata 15e 26e · Higa 16e · Oda 38e | Spectateurs : 3 500 Arbitrage : Javier Bentancor | Spectateurs : 3 500 Arbitrage : Javier Bentancor |
| 18:00 UTC+4      | Rapport                                                             |                   |                                                    | Spectateurs : 3 500 Arbitrage : Javier Bentancor | Spectateurs : 3 500 Arbitrage : Javier Bentancor |
| 18:00 UTC+4      | Nico · Juanma · Kuman                                               | Tirs au but 2 – 3 | Yamauchi · Makino · Higa                           | Spectateurs : 3 500 Arbitrage : Javier Bentancor | Spectateurs : 3 500 Arbitrage : Javier Bentancor |

| 17 novembre 2009 | Japon                              | 3 – 2 | Côte d'Ivoire             | Plage de Jumeirah (Terrain 2), Dubaï         |                                              |
| 13:30 UTC+4      | Makino 11e · Toma 26e · Tabata 32e |       | Aka 9e 10e · Ouattara 17e | Spectateurs : 200 Arbitrage : Sergejus Slyva | Spectateurs : 200 Arbitrage : Sergejus Slyva |
| 13:30 UTC+4      | Rapport                            |       |                           | Spectateurs : 200 Arbitrage : Sergejus Slyva | Spectateurs : 200 Arbitrage : Sergejus Slyva |

| 17 novembre 2009 | Salvador                                             | 3 – 7 | Espagne                                                                                             | Plage de Jumeirah, Dubaï                       |                                                |
| 16:30 UTC+4      | Ruiz 7e 14e · Ramirez 20e · Garay 22e · Alvarado 24e |       | Amarelle 7e · J. Torres 14e 30e 31e · Nico 15e · C. Torres 22e · Wayo 26e · Juanma 32e · Millos 34e | Spectateurs : 1 500 Arbitrage : Juan Rodríguez | Spectateurs : 1 500 Arbitrage : Juan Rodríguez |
| 16:30 UTC+4      | Rapport                                              |       | | Spectateurs : 1 500 Arbitrage : Juan Rodríguez | Spectateurs : 1 500 Arbitrage : Juan Rodríguez |

| 18 novembre 2009 | Espagne                                                                                                  | 9 – 6 | Côte d'Ivoire                                             | Plage de Jumeirah, Dubaï                      |                                               |
| 13:30 UTC+4      | Wayo 3e · Amarelle 11e 14e · Kuman 17e · Juanma 17e 28e · C. Torres 19e · Coulibaly 25e (csc) · Nico 28e |       | Kabletchi 4e 25e · Diomandé 10e · Ehounou 10e 17e 29e 36e | Spectateurs : 600 Arbitrage : Rene de la Rosa | Spectateurs : 600 Arbitrage : Rene de la Rosa |
| 13:30 UTC+4      | Rapport                                                                                                  |       |                                                           | Spectateurs : 600 Arbitrage : Rene de la Rosa | Spectateurs : 600 Arbitrage : Rene de la Rosa |

| 18 novembre 2009 | Japon                                                                                | 7 – 2 | Salvador                                              | Plage de Jumeirah (Terrain 2), Dubaï           |                                                |
| 13:30 UTC+4      | Kawaharazuka 4e · Toma 6e · Maezono 7e 13e · Makino 8e · Oda 22e (pen.) · Tabata 27e |       | Ramirez 13e · Blanco 22e · Hernández 22e · Torres 36e | Spectateurs : 350 Arbitrage : Abbas Alshammari | Spectateurs : 350 Arbitrage : Abbas Alshammari |
| 13:30 UTC+4      | Rapport                                                                              |       |                                                       | Spectateurs : 350 Arbitrage : Abbas Alshammari | Spectateurs : 350 Arbitrage : Abbas Alshammari |

### Groupe C
| Rang | Équipe     | Pts | J | G | Gt | P | Bp | Bc | Diff |
| ---- | ---------- | --- | - | - | -- | - | -- | -- | ---- |
| 1    | Russie     | 6   | 3 | 2 | 0  | 1 | 11 | 5  | +6   |
| 2    | Italie     | 5   | 3 | 1 | 1  | 1 | 7  | 6  | +1   |
| 3    | Argentine  | 5   | 3 | 1 | 1  | 1 | 11 | 6  | +5   |
| 4    | Costa Rica | 0   | 3 | 0 | 0  | 3 | 2  | 14 | -12  |

     Équipe qualifiée ou victorieuse; Pts = points; J = joués; G = gagnés; Gt = gagnés en prolongation ou aux tirs au but; P = perdus;

Bp = buts pour; Bc = buts contre; Diff = différence de buts
| 16 novembre 2009 | Argentine                                          | 2 – 3 (a.p.) | Italie                                           | Plage de Jumeirah, Dubaï                      |                                               |
| 15:00 UTC+4      | E. Hilaire 15e · S. Hilaire 20e · Franceschini 34e |              | Palmacci 19e · Pasquali 25e · Carotenuto 30e 37e | Spectateurs : 2 500 Arbitrage : Faisal Sallam | Spectateurs : 2 500 Arbitrage : Faisal Sallam |
| 15:00 UTC+4      | Rapport                                            |              |                                                  | Spectateurs : 2 500 Arbitrage : Faisal Sallam | Spectateurs : 2 500 Arbitrage : Faisal Sallam |

| 16 novembre 2009 | Russie                                                                              | 5 – 1 | Costa Rica                         | Plage de Jumeirah, Dubaï                        |                                                 |
| 16:30 UTC+4      | Krasheninnikov 6e (pen.) · Shkarin 10e · Leonov 13e · Shishin 17e · Shakhmelyan 18e |       | Chavarria 18e · Cameron 29e (pen.) | Spectateurs : 2 500 Arbitrage : Rene de la Rosa | Spectateurs : 2 500 Arbitrage : Rene de la Rosa |
| 16:30 UTC+4      | Rapport                                                                             |       |                                    | Spectateurs : 2 500 Arbitrage : Rene de la Rosa | Spectateurs : 2 500 Arbitrage : Rene de la Rosa |

| 17 novembre 2009 | Costa Rica | 0 – 6 | Argentine                                                            | Plage de Jumeirah, Dubaï                       |                                                |
| 13:30 UTC+4      |            |       | F. Hilaire 14e, 28e · E. Hilaire 15e · Dallera 19e, 36e · Minici 30e | Spectateurs : 550 Arbitrage : Abbas Alshammari | Spectateurs : 550 Arbitrage : Abbas Alshammari |
| 13:30 UTC+4      | Rapport    |       |                                                                      | Spectateurs : 550 Arbitrage : Abbas Alshammari | Spectateurs : 550 Arbitrage : Abbas Alshammari |

| 17 novembre 2009 | Italie                                          | 1 – 3 | Russie                                        | Plage de Jumeirah, Dubaï                    |                                             |
| 18:00 UTC+4      | Palmacci 2e · Pasquali 25e 29e · Corosiniti 27e |       | Leonov 25e · Shkarin 28e · Krasheninnikov 28e | Spectateurs : 3 000 Arbitrage : Ruben Eiriz | Spectateurs : 3 000 Arbitrage : Ruben Eiriz |
| 18:00 UTC+4      | Rapport                                         |       |                                               | Spectateurs : 3 000 Arbitrage : Ruben Eiriz | Spectateurs : 3 000 Arbitrage : Ruben Eiriz |

| 18 novembre 2009 | Costa Rica                                                     | 1 – 3 | Italie                                              | Plage de Jumeirah (Terrain 2), Dubaï          |                                               |
| 15:00 UTC+4      | Sterling 9e · Villegas 26e · Angulo 35e · Grau 35e · Calvo 35e |       | Feudi 8e · Carotenuto 10e (pen.) 36e · Palmacci 35e | Spectateurs : 200 Arbitrage : István Mészáros | Spectateurs : 200 Arbitrage : István Mészáros |
| 15:00 UTC+4      | Rapport                                                        |       |                                                     | Spectateurs : 200 Arbitrage : István Mészáros | Spectateurs : 200 Arbitrage : István Mészáros |

| 18 novembre 2009 | Russie                                       | 3 – 3 (a.p.)      | Argentine                                                | Plage de Jumeirah, Dubaï                     |                                              |
| 15:00 UTC+4      | Chaïkov 3e 13e · Shakhmelyan 5e · Leonov 15e |                   | Franceschini 3e · Salgueiro 11e 36e · F. Hilaire 26e 36e | Spectateurs : 2 500 Arbitrage : Serdar Akçer | Spectateurs : 2 500 Arbitrage : Serdar Akçer |
| 15:00 UTC+4      | Rapport                                      |                   |                                                          | Spectateurs : 2 500 Arbitrage : Serdar Akçer | Spectateurs : 2 500 Arbitrage : Serdar Akçer |
| 15:00 UTC+4      | Leonov · Shishin · Shkarin · Makarov         | Tirs au but 3 – 4 | E. Hilaire · Leguizamon · Galvan · Minici                | Spectateurs : 2 500 Arbitrage : Serdar Akçer | Spectateurs : 2 500 Arbitrage : Serdar Akçer |

### Groupe D
| Rang | Équipe  | Pts | J | G | Gt | P | Bp | Bc | Diff |
| ---- | ------- | --- | - | - | -- | - | -- | -- | ---- |
| 1    | Brésil  | 9   | 3 | 3 | 0  | 0 | 23 | 8  | +15  |
| 2    | Suisse  | 6   | 3 | 2 | 0  | 1 | 15 | 11 | +4   |
| 3    | Nigeria | 3   | 3 | 1 | 0  | 2 | 16 | 21 | -5   |
| 4    | Bahreïn | 0   | 3 | 0 | 0  | 3 | 9  | 23 | -14  |

     Équipe qualifiée ou victorieuse; Pts = points; J = joués; G = gagnés; Gt = gagnés en prolongation ou aux tirs au but; P = perdus;

Bp = buts pour; Bc = buts contre; Diff = différence de buts
| 16 novembre 2009 | Suisse                                                                                | 6 – 5 | Bahreïn                                                                      | Plage de Jumeirah, Dubaï                        |                                                 |
| 13:30 UTC+4      | Stankovic 7e, 32e · Schirinzi 11e · Spaccarotella 12e 35e · Meier 26e · M. Jaeggy 34e |       | Salem 2e (pen.) 16e 34e · Marhoon 9e · Abdulla 17e · Mubarak 27e · Nesuf 33e | Spectateurs : 2 000 Arbitrage : Erick Chavarria | Spectateurs : 2 000 Arbitrage : Erick Chavarria |
| 13:30 UTC+4      | Rapport                                                                               |       |                                                                              | Spectateurs : 2 000 Arbitrage : Erick Chavarria | Spectateurs : 2 000 Arbitrage : Erick Chavarria |

| 16 novembre 2009 | Brésil | 11 – 5 | Nigeria                                                | Plage de Jumeirah, Dubaï                     |                                              |
| 21:00 UTC+4      | Sidney 1re 23e · Bueno 2e · Benjamin 7e · André 9e · Daniel 12e 26e · Bruno 15e 26e 27e · Dino 16e · Betinho 28e |        | Olawale 1re 30e · Tale 5e 30e · Ibenegbu 35e · Abu 36e | Spectateurs : 2 500 Arbitrage : Petro Ivanov | Spectateurs : 2 500 Arbitrage : Petro Ivanov |
| 21:00 UTC+4      | Rapport |        |                                                        | Spectateurs : 2 500 Arbitrage : Petro Ivanov | Spectateurs : 2 500 Arbitrage : Petro Ivanov |

| 17 novembre 2009 | Nigeria                         | 2 – 7 | Suisse                                                                       | Plage de Jumeirah (Terrain 2), Dubaï          |                                               |
| 15:00 UTC+4      | Olawale 14e · Abu 17e · Agu 30e |       | Spaccarotella 1re · Stankovic 1re 7e 14e 16e · M. Jaeggy 3e 7e 7e · Meier 8e | Spectateurs : 350 Arbitrage : Rene de la Rosa | Spectateurs : 350 Arbitrage : Rene de la Rosa |
| 15:00 UTC+4      | Rapport                         |       |                                                                              | Spectateurs : 350 Arbitrage : Rene de la Rosa | Spectateurs : 350 Arbitrage : Rene de la Rosa |

| 17 novembre 2009 | Bahreïn                          | 1 – 8 | Brésil                                                                                    | Plage de Jumeirah, Dubaï                           |                                                    |
| 21:00 UTC+4      | Alabdulla 5e 22e · Almughawi 36e |       | Buru 1re 3e 4e 29e · Bruno 10e · Souza 22e (pen.) · Benjamin 26e · André 31e · Daniel 36e | Spectateurs : 4 000 Arbitrage : Alexander Berezkin | Spectateurs : 4 000 Arbitrage : Alexander Berezkin |
| 21:00 UTC+4      | Rapport                          |       |                                                                                           | Spectateurs : 4 000 Arbitrage : Alexander Berezkin | Spectateurs : 4 000 Arbitrage : Alexander Berezkin |

| 18 novembre 2009 | Nigeria                                                                                   | 9 – 3 | Bahreïn                                    | Plage de Jumeirah, Dubaï                    |                                             |
| 18:00 UTC+4      | Ezimorah 4e · Tale 8e · Agu 8e 9e · Ibenegbu 12e 21e · Abu 16e · Usman 30e · Okemmiri 34e |       | Salem 6e 35e · Almughawi 8e · Aldoseri 22e | Spectateurs : 3 500 Arbitrage : Geng Zhiwei | Spectateurs : 3 500 Arbitrage : Geng Zhiwei |
| 18:00 UTC+4      | Rapport                                                                                   |       |                                            | Spectateurs : 3 500 Arbitrage : Geng Zhiwei | Spectateurs : 3 500 Arbitrage : Geng Zhiwei |

| 18 novembre 2009 | Brésil                                          | 4 – 2 | Suisse                            | Plage de Jumeirah, Dubaï                      |                                               |
| 21:00 UTC+4      | Benjamin 10e 31e (pen.) · André 29e · Bruno 35e |       | Stankovic 1re 26e · K. Jaeggy 31e | Spectateurs : 6 000 Arbitrage : Faisal Sallam | Spectateurs : 6 000 Arbitrage : Faisal Sallam |
| 21:00 UTC+4      | Rapport                                         |       |                                   | Spectateurs : 6 000 Arbitrage : Faisal Sallam | Spectateurs : 6 000 Arbitrage : Faisal Sallam |

## Phase finale

### Format et règlement
Le deuxième tour est disputé sur élimination directe et comprend des quarts de finale, des demi-finales, un match pour la troisième place et une finale. Les vainqueurs sont qualifiés pour le tour suivant, les perdants des demi-finales disputant le match pour la troisième place. Si les deux équipes sont à égalité à la fin du temps règlementaire, une prolongation de 3 minutes est jouée. Si les deux équipes sont toujours à égalité à la fin de la prolongation, le vainqueur est désigné par l'épreuve des tirs au but.

### Tableau
|  | Quarts de finale                      | Quarts de finale                      | Quarts de finale                      | Quarts de finale                      |          |          | Demi-finales                          | Demi-finales                          | Demi-finales                          | Demi-finales                          |                                       |                                       | Finale                                | Finale                                | Finale                                | Finale                                |
|  |                                       |                                       |                                       |                                       |          |          |                                       |                                       |                                       |                                       |                                       |                                       |                                       |                                       |                                       |                                       |
|  | 20 novembre, Plage de Jumeirah, Dubaï | 20 novembre, Plage de Jumeirah, Dubaï | 20 novembre, Plage de Jumeirah, Dubaï | 20 novembre, Plage de Jumeirah, Dubaï |          |          | 21 novembre, Plage de Jumeirah, Dubaï | 21 novembre, Plage de Jumeirah, Dubaï | 21 novembre, Plage de Jumeirah, Dubaï | 21 novembre, Plage de Jumeirah, Dubaï |                                       |                                       | 22 novembre, Plage de Jumeirah, Dubaï | 22 novembre, Plage de Jumeirah, Dubaï | 22 novembre, Plage de Jumeirah, Dubaï | 22 novembre, Plage de Jumeirah, Dubaï |
|  | 20 novembre, Plage de Jumeirah, Dubaï | 20 novembre, Plage de Jumeirah, Dubaï | 20 novembre, Plage de Jumeirah, Dubaï | 20 novembre, Plage de Jumeirah, Dubaï |          |          | 21 novembre, Plage de Jumeirah, Dubaï | 21 novembre, Plage de Jumeirah, Dubaï | 21 novembre, Plage de Jumeirah, Dubaï | 21 novembre, Plage de Jumeirah, Dubaï |                                       |                                       | 22 novembre, Plage de Jumeirah, Dubaï | 22 novembre, Plage de Jumeirah, Dubaï | 22 novembre, Plage de Jumeirah, Dubaï | 22 novembre, Plage de Jumeirah, Dubaï |
|  | 1er gr.A                              | Uruguay                               | 3                                     | 3                                     |          |          | 21 novembre, Plage de Jumeirah, Dubaï | 21 novembre, Plage de Jumeirah, Dubaï | 21 novembre, Plage de Jumeirah, Dubaï | 21 novembre, Plage de Jumeirah, Dubaï |                                       |                                       | 22 novembre, Plage de Jumeirah, Dubaï | 22 novembre, Plage de Jumeirah, Dubaï | 22 novembre, Plage de Jumeirah, Dubaï | 22 novembre, Plage de Jumeirah, Dubaï |
|  | 1er gr.A                              | Uruguay                               | 3                                     | 3                                     |          |          | 21 novembre, Plage de Jumeirah, Dubaï | 21 novembre, Plage de Jumeirah, Dubaï | 21 novembre, Plage de Jumeirah, Dubaï | 21 novembre, Plage de Jumeirah, Dubaï |                                       |                                       | 22 novembre, Plage de Jumeirah, Dubaï | 22 novembre, Plage de Jumeirah, Dubaï | 22 novembre, Plage de Jumeirah, Dubaï | 22 novembre, Plage de Jumeirah, Dubaï |
|  | 2e gr.B                               | Espagne                               | 2ap                                   | 2ap                                   |          |          | 21 novembre, Plage de Jumeirah, Dubaï | 21 novembre, Plage de Jumeirah, Dubaï | 21 novembre, Plage de Jumeirah, Dubaï | 21 novembre, Plage de Jumeirah, Dubaï |                                       |                                       | 22 novembre, Plage de Jumeirah, Dubaï | 22 novembre, Plage de Jumeirah, Dubaï | 22 novembre, Plage de Jumeirah, Dubaï | 22 novembre, Plage de Jumeirah, Dubaï |
|  | 2e gr.B                               | Espagne                               | 2ap                                   | 2ap                                   | Uruguay  | Uruguay  | 4                                     | 4                                     |                                       |                                       |                                       |                                       | 22 novembre, Plage de Jumeirah, Dubaï | 22 novembre, Plage de Jumeirah, Dubaï | 22 novembre, Plage de Jumeirah, Dubaï | 22 novembre, Plage de Jumeirah, Dubaï |
|  | 20 novembre, Plage de Jumeirah, Dubaï |                                       |                                       |                                       | Uruguay  | Uruguay  | 4                                     | 4                                     |                                       |                                       |                                       |                                       | 22 novembre, Plage de Jumeirah, Dubaï | 22 novembre, Plage de Jumeirah, Dubaï | 22 novembre, Plage de Jumeirah, Dubaï | 22 novembre, Plage de Jumeirah, Dubaï |
|  |                                       |                                       | Suisse                                | Suisse                                | 7        | 7        |                                       |                                       |                                       |                                       |                                       |                                       | 22 novembre, Plage de Jumeirah, Dubaï | 22 novembre, Plage de Jumeirah, Dubaï | 22 novembre, Plage de Jumeirah, Dubaï | 22 novembre, Plage de Jumeirah, Dubaï |
|  | 1er gr.C                              | Russie                                | Suisse                                | Suisse                                | 7        | 7        | 2                                     | 2                                     |                                       |                                       |                                       |                                       | 22 novembre, Plage de Jumeirah, Dubaï | 22 novembre, Plage de Jumeirah, Dubaï | 22 novembre, Plage de Jumeirah, Dubaï | 22 novembre, Plage de Jumeirah, Dubaï |
|  | 1er gr.C                              | Russie                                | 21 novembre, Plage de Jumeirah, Dubaï |                                       |          |          | 2                                     | 2                                     |                                       |                                       |                                       |                                       | 22 novembre, Plage de Jumeirah, Dubaï | 22 novembre, Plage de Jumeirah, Dubaï | 22 novembre, Plage de Jumeirah, Dubaï | 22 novembre, Plage de Jumeirah, Dubaï |
|  | 2e gr.D                               | Suisse                                | 4                                     | 4                                     |          |          |                                       |                                       |                                       |                                       |                                       |                                       | 22 novembre, Plage de Jumeirah, Dubaï | 22 novembre, Plage de Jumeirah, Dubaï | 22 novembre, Plage de Jumeirah, Dubaï | 22 novembre, Plage de Jumeirah, Dubaï |
|  | 2e gr.D                               | Suisse                                | 4                                     | 4                                     | Suisse   | Suisse   | 5                                     | 5                                     |                                       |                                       |                                       |                                       |                                       |                                       |                                       |                                       |
|  | 20 novembre, Plage de Jumeirah, Dubaï |                                       |                                       |                                       | Suisse   | Suisse   | 5                                     | 5                                     |                                       |                                       |                                       |                                       |                                       |                                       |                                       |                                       |
|  |                                       |                                       | Brésil                                | Brésil                                | 10       | 10       |                                       |                                       |                                       |                                       |                                       |                                       |                                       |                                       |                                       |                                       |
|  | 1er gr.B                              | Japon                                 | Brésil                                | Brésil                                | 10       | 10       | 1                                     | 1                                     |                                       |                                       |                                       |                                       |                                       |                                       |                                       |                                       |
|  | 1er gr.B                              | Japon                                 |                                       |                                       |          |          |                                       |                                       |                                       |                                       |                                       |                                       |                                       |                                       |                                       |                                       |
|  | 2e gr.A                               | Portugal                              | 2                                     | 2                                     |          |          |                                       |                                       |                                       |                                       |                                       |                                       |                                       |                                       |                                       |                                       |
|  | 2e gr.A                               | Portugal                              | 2                                     | 2                                     | Portugal | Portugal | 2                                     | 2                                     | Match pour la troisième place         | Match pour la troisième place         | Match pour la troisième place         | Match pour la troisième place         |                                       |                                       |                                       |                                       |
|  | 20 novembre, Plage de Jumeirah, Dubaï |                                       |                                       |                                       | Portugal | Portugal | 2                                     | 2                                     | Match pour la troisième place         | Match pour la troisième place         | Match pour la troisième place         | Match pour la troisième place         |                                       |                                       |                                       |                                       |
|  |                                       |                                       | Brésil                                | Brésil                                | 8        | 8        |                                       |                                       | 22 novembre, Plage de Jumeirah, Dubaï | 22 novembre, Plage de Jumeirah, Dubaï | 22 novembre, Plage de Jumeirah, Dubaï | 22 novembre, Plage de Jumeirah, Dubaï |                                       |                                       |                                       |                                       |
|  | 1er gr.D                              | Brésil                                | Brésil                                | Brésil                                | 8        | 8        | 6                                     | 6                                     | 22 novembre, Plage de Jumeirah, Dubaï | 22 novembre, Plage de Jumeirah, Dubaï | 22 novembre, Plage de Jumeirah, Dubaï | 22 novembre, Plage de Jumeirah, Dubaï |                                       |                                       |                                       |                                       |
|  | 1er gr.D                              | Brésil                                |                                       |                                       |          |          |                                       | 6                                     |                                       |                                       | Uruguay                               | Uruguay                               | 7                                     | 7                                     |                                       |                                       |
|  | 2e gr.C                               | Italie                                | 4                                     | 4                                     |          |          |                                       |                                       |                                       |                                       | Uruguay                               | Uruguay                               | 7                                     | 7                                     |                                       |                                       |
|  | 2e gr.C                               | Italie                                | 4                                     | 4                                     | Portugal | Portugal | 14                                    | 14                                    |                                       |                                       |                                       |                                       |                                       |                                       |                                       |                                       |
|  |                                       |                                       |                                       |                                       |          |          |                                       |                                       |                                       |                                       |                                       |                                       |                                       |                                       |                                       |                                       |

### Quarts de finale
| 20 novembre 2009 | Japon                              | 1 – 2 | Portugal                  | Plage de Jumeirah, Dubaï                         |                                                  |
| 16:30 UTC+4      | Uehara 26e · Makino 36e · Toma 36e |       | Madjer 17e · Belchior 36e | Spectateurs : 5 000 Arbitrage : Javier Bentancor | Spectateurs : 5 000 Arbitrage : Javier Bentancor |
| 16:30 UTC+4      | Rapport                            |       |                           | Spectateurs : 5 000 Arbitrage : Javier Bentancor | Spectateurs : 5 000 Arbitrage : Javier Bentancor |

| 20 novembre 2009 | Russie                    | 2 – 4 | Suisse                           | Plage de Jumeirah, Dubaï                      |                                               |
| 18:00 UTC+4      | Makarov 13e · Shishin 23e |       | Stankovic 4e 13e 24e · Meier 33e | Spectateurs : 6 000 Arbitrage : Ivo De Moraes | Spectateurs : 6 000 Arbitrage : Ivo De Moraes |
| 18:00 UTC+4      | Rapport                   |       |                                  | Spectateurs : 6 000 Arbitrage : Ivo De Moraes | Spectateurs : 6 000 Arbitrage : Ivo De Moraes |

| 20 novembre 2009 | Brésil                                                                       | 6 – 4 | Italie                                              | Plage de Jumeirah, Dubaï                    |                                             |
| 19:30 UTC+4      | Sidney 6e · André 11e 17e 31e · Bruno 25e · Betinho 26e · Buru 36e · Mão 36e |       | Pasquali 17e 26e (pen.) 26e 31e 31e 36e · Spada 35e | Spectateurs : 6 000 Arbitrage : Ruben Eiriz | Spectateurs : 6 000 Arbitrage : Ruben Eiriz |
| 19:30 UTC+4      | Rapport                                                                      |       |                                                     | Spectateurs : 6 000 Arbitrage : Ruben Eiriz | Spectateurs : 6 000 Arbitrage : Ruben Eiriz |

| 20 novembre 2009 | Uruguay                               | 3 – 2 (a.p.) | Espagne                                      | Plage de Jumeirah, Dubaï                       |                                                |
| 21:00 UTC+4      | Martin 18e 31e · Ricar 27e (pen.) 37e |              | J. Torres 15e · Amarelle 28e · C. Torres 32e | Spectateurs : 6 000 Arbitrage : Tasuku Onodera | Spectateurs : 6 000 Arbitrage : Tasuku Onodera |
| 21:00 UTC+4      | Rapport                               |              |                                              | Spectateurs : 6 000 Arbitrage : Tasuku Onodera | Spectateurs : 6 000 Arbitrage : Tasuku Onodera |

### Demi-finales
| 21 novembre 2009 | Portugal                                                        | 2 – 8 | Brésil                                                                                              | Plage de Jumeirah, Dubaï                       |                                                |
| 19:30 UTC+4      | Biro 13e 18e · Torres 16e · Graça 19e · Zé Maria 32e · Alan 34e |       | Sidney 6e · Benjamin 8e 9e · Bruno 12e 12e · Daniel 19e (pen.) · Betinho 24e · Buru 26e · Souza 34e | Spectateurs : 6 000 Arbitrage : Tasuku Onodera | Spectateurs : 6 000 Arbitrage : Tasuku Onodera |
| 19:30 UTC+4      | Rapport                                                         |       | | Spectateurs : 6 000 Arbitrage : Tasuku Onodera | Spectateurs : 6 000 Arbitrage : Tasuku Onodera |

| 21 novembre 2009 | Suisse                                                                                        | 7 – 4 | Uruguay                                                                | Plage de Jumeirah, Dubaï                       |                                                |
| 21:00 UTC+4      | Stankovic 3e 12e 26e 29e · Meier 13e · Spaccarotella 20e · Jung 24e · Leu 30e · Rodrigues 36e |       | Fabian 19e · Martin 24e 31e (pen.) · Coco 27e · Diego 32e · Matias 36e | Spectateurs : 5 000 Arbitrage : Sergejus Slyva | Spectateurs : 5 000 Arbitrage : Sergejus Slyva |
| 21:00 UTC+4      | Rapport                                                                                       |       |                                                                        | Spectateurs : 5 000 Arbitrage : Sergejus Slyva | Spectateurs : 5 000 Arbitrage : Sergejus Slyva |

### Match pour la troisième place
| 22 novembre 2009 | Uruguay                                                                                           | 7 – 14 | Portugal | Plage de Jumeirah, Dubaï                      |                                               |
| 19:30 UTC+4      | Coco 6e 21e · Pampero 13e · Matias 18e · Alan 22e (csc) · Ricar 24e · Fabian 26e (pen.) · Oli 32e |        | Torres 3e 5e 26e · Madjer 6e 13e 22e 24e 30e 36e 36e · Zé Maria 11e (pen.) 21e 21e · Coimbra 11e · Miguel 16e (csc) · Graça 19e · Coimbra 20e | Spectateurs : 6 000 Arbitrage : Faisal Sallam | Spectateurs : 6 000 Arbitrage : Faisal Sallam |
| 19:30 UTC+4      | Rapport                                                                                           |        | | Spectateurs : 6 000 Arbitrage : Faisal Sallam | Spectateurs : 6 000 Arbitrage : Faisal Sallam |

### Finale
| 22 novembre 2009 | Suisse | 5 - 10 | Brésil | Plage de Jumeirah, Dubaï                    |                                             |
| 21:00 UTC+4      | M. Jaeggy 10e · Rodrigues 20e 32e · Spaccarotella 25e · Meier 31e · Schirinzi 34e · Stankovic 36e · Lutz 36e |        | André 6e 23e · Betinho 9e 24e · Buru 9e 15e · Bruno 12e · Daniel 12e · Benjamin 18e · Sidney 32e (pen.) · Bueno 36e | Spectateurs : 6 000 Arbitrage : Ruben Eiriz | Spectateurs : 6 000 Arbitrage : Ruben Eiriz |
| 21:00 UTC+4      | Rapport |        | | Spectateurs : 6 000 Arbitrage : Ruben Eiriz | Spectateurs : 6 000 Arbitrage : Ruben Eiriz |

## Statistiques, classements et buteurs

### Nombre d'équipes par confédération et par tour
| Confédération | Phase de groupes | Quarts de finale | Demi-finales | Finale | Victoire |
| ------------- | ---------------- | ---------------- | ------------ | ------ | -------- |
| CONMEBOL      | 3                | 2                | 2            | 1      | 1        |
| UEFA          | 5                | 5                | 2            | 1      |          |
| AFC           | 3                | 1                |              |        |          |
| CAF           | 2                |                  |              |        |          |
| OFC           | 1                |                  |              |        |          |
| CONCACAF      | 2                |                  |              |        |          |
| Total         | 16               | 8                | 4            | 2      | 1        |

### Ballon d'or du meilleur joueur
| Place              | Joueur          |
| ------------------ | --------------- |
| Médaille d'or      | Dejan Stankovic |
| Médaille d'argent  | Madjer          |
| Médaille de bronze | Benjamin        |

### Soulier d'or du meilleur buteur
Le Soulier d'or est attribué au meilleur buteur de la compétition. 
| Place              | Joueur          | Buts | Passes |
| ------------------ | --------------- | ---- | ------ |
| Médaille d'or      | Dejan Stankovic | 16   | 2      |
| Médaille d'argent  | Madjer          | 13   | 1      |
| Médaille de bronze | Buru            | 8    | 5      |

### Autres récompenses
Le Gant d'or est attribué au meilleur gardien de but de la compétition. Le Prix du fair-play de la FIFA est attribué à l'équipe ayant fait preuve du plus bel esprit sportif et du meilleur comportement.
| Prix              | Lauréat      |
| ----------------- | ------------ |
| Gant d'or         | Mão          |
| Prix du fair-play | Japon Russie |

### Classement du tournoi
| Rang               | Équipe              |
| ------------------ | ------------------- |
| Médaille d'or      | Brésil              |
| Médaille d'argent  | Suisse              |
| Médaille de bronze | Portugal            |
| 4                  | Uruguay             |
| 5                  | Japon               |
| 6                  | Espagne             |
| 7                  | Russie              |
| 8                  | Italie              |
| 9                  | Argentine           |
| 10                 | Émirats arabes unis |
| 11                 | Côte d'Ivoire       |
| 12                 | Nigeria             |
| 13                 | Salomon             |
| 14                 | Salvador            |
| 15                 | Costa Rica          |
| 16                 | Bahreïn             |